# اروگوئه‌سوسماران
اروگوئه‌سوسماران (نام علمی: Uruguaysuchidae) نام یک تیره از رده خزندگان است.